# The Tipping Point
Albums de The Roots
Phrenology
(2002) Game Theory
(2006)
Singles
1. Don't Say Nuthin'
Sortie : 15 novembre 2004

The Tipping Point est le sixième album studio des Roots, sorti le 13 juillet 2004.

## Contenu
Le titre de l'album est inspiré du livre de Malcolm Gladwell intitulé The Tipping Point (en) : How Little Things Can Make a Big Difference (2000).
La pochette du disque représente une photo de Malcolm X à l'âge de 18 ans. D'autres éditions proposent une pochette où la photo de Malcolm X a été remplacée par un portrait de Black Thought réalisé à l'identique de l'image originale
La musique est plus variée que dans les précédents albums, proposant notamment une approche plus pop, mais également fortement teintée de soul, de jazz et de funk.
The Tipping Point est probablement l'album le plus commercial des Roots, tout en restant fidèle au style du groupe.

## Critique et succès commercial
En dépit de critiques mitigées sur la production et le contenu des paroles,, l'album a été plutôt bien reçu et le site Metacritic lui a attribué le score de 72 sur 100, basé sur 24 commentaires « généralement favorables ».
L'album s'est classé 2e au Top R&B/Hip-Hop Albums, 4e au Billboard 200 et 15e au Top Internet Albums avec 109 000 exemplaires vendus la première semaine.

## Liste des titres
| No  | Titre                                                                                     | Contient un (des) sample(s) de                                                                                             | Durée |
| --- | ----------------------------------------------------------------------------------------- | --- | ----- |
| 1.  | Star/Pointro (featuring Wadud Ahmad)                                                      | Everybody Is a Star de Sly and the Family Stone                                                                            | 7:36  |
| 2.  | I Don't Care (featuring Dom)                                                              | | 4:02  |
| 3.  | Don't Say Nuthin'                                                                         | I Gotcha de Joe Tex | 3:35  |
| 4.  | Guns Are Drawn (featuring Aaron Livingston)                                               | | 5:15  |
| 5.  | Stay Cool (featuring Martin Luther McCoy)                                                 | Harlem Hendoo d'Al Hirt | 3:34  |
| 6.  | Web                                                                                       | Dance Girl des Rimshots La Di Da Di de Doug E. Fresh et Slick Rick                                                         | 3:16  |
| 7.  | Boom! (featuring Dice Raw)                                                                | Wrath of Kane de Big Daddy Kane Poison de Kool G Rap et DJ Polo Crap Game de Richard Pryor Up-Up and Away de Hugh Masekela | 2:58  |
| 8.  | Somebody's Gotta Do It (featuring Devin the Dude, Jean Grae et Mack Dub)                  | | 4:08  |
| 9.  | Duck Down! (featuring Dom)                                                                | | 3:56  |
| 10. | Why (What's Goin On?) (featuring Latif)                                                   | | 4:20  |
| 11. | In Love with the Mic (featuring Ol' Dirty Bastard, Skillz, Truck North et Dave Chappelle) | Standing in the Shadows of Love de Barry White Raw de Big Daddy Kane                                                       | 3:49  |
| 12. | Din Da Da                                                                                 | | 8:14  |

| 13. | Melting Pot | 10:40 |